# Villers-lès-Roye
Pour les articles homonymes, voir Villers.
Villers-lès-Roye est une commune française située dans le département de la Somme en région Hauts-de-France.

## Géographie

### Localisation
Villers-lès-Roye est un village picard de l'Amiénois et de la région naturelle du Santerre.
Limitrophe de Roye, la localité est située à 13 km au nord-est de Montdidier, 33 km au nord de Compiègne, 38 km au sud-est d'Amiens et à 43 km au sud-ouest de Saint-Quentin à vol d'oiseau.
Le territoire de la commune est limitrophe de ceux de six communes.
Les communes limitrophes sont Andechy, Damery, L'Échelle-Saint-Aurin, Goyencourt, Roye et Saint-Mard.

### Géologie et relief
À la fin du XIXe siècle, la nappe qui alimente les puits se trouve à environ 25 m de profondeur.
Le limon des plateaux couvre majoritairement le territoire, consacré à l'agriculture.
Au sud du territoire communal, la vallée de l'Avre compte 14 ha de terrains tourbeux.

### Hydrographie

#### Réseau hydrographique
La commune est située dans le bassin Artois-Picardie. Elle est drainée par l'Avre et l'Échelle-Saint-Aurin,.
L'Avre, d'une longueur de 66 km, prend sa source dans la commune de Amy, à 81 m d'altitude, et se jette  dans la Somme à Longueau, à 24 m d'altitude, après avoir traversé 31 communes. Les caractéristiques hydrologiques de l'Avre sont données par la station hydrologique située sur la commune. Le débit moyen mensuel est de 0,45 m3/s. Le débit moyen journalier maximum est de 3,11 m3/s, atteint lors de la crue du 10 juillet 2001. Le débit instantané maximal est quant à lui de 3,16 m3/s, atteint le même jour.

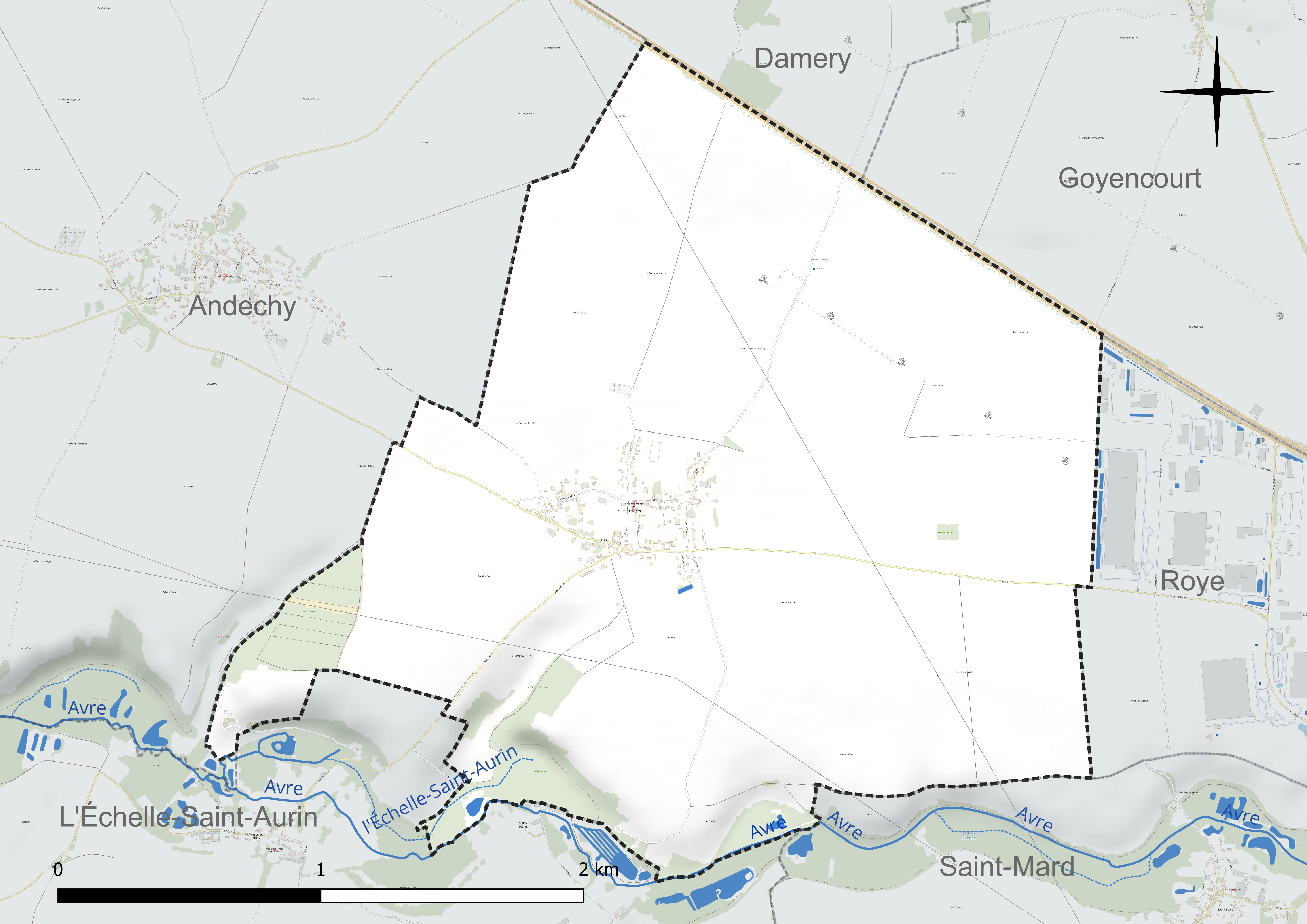
Réseau hydrographique de Villers-lès-Roye.

#### Gestion et qualité des eaux
Le territoire communal est couvert par le schéma d'aménagement et de gestion des eaux (SAGE) « Somme aval et Cours d'eau côtiers ». Ce document de planification concerne un territoire de 1 835 km2 de superficie, délimité par le bassin versant de la Somme canalisée. Le périmètre a été arrêté le 29 avril 2010 et le SAGE proprement dit a été approuvé le 6 août 2019. La structure porteuse de l'élaboration et de la mise en œuvre est le syndicat mixte d'aménagement hydraulique du bassin versant de la Somme (AMEVA).
La qualité des cours d'eau peut être consultée sur un site dédié géré par les agences de l'eau et l'Agence française pour la biodiversité.

### Climat
Pour des articles plus généraux, voir Climat des Hauts-de-France et Climat de la Somme.
En 2010, le climat de la commune est de type climat océanique dégradé des plaines du Centre et du Nord, selon une étude du CNRS s'appuyant sur une série de données couvrant la période 1971-2000. En 2020, Météo-France publie une typologie des climats de la France métropolitaine dans laquelle la commune est exposée à un climat océanique et est dans la région climatique Nord-est du bassin Parisien, caractérisée par un ensoleillement médiocre, une pluviométrie moyenne régulièrement répartie au cours de l'année et un hiver froid (3 °C).
Pour la période 1971-2000, la température annuelle moyenne est de 10,3 °C, avec une amplitude thermique annuelle de 14,4 °C. Le cumul annuel moyen de précipitations est de 704 mm, avec 11,6 jours de précipitations en janvier et 8,5 jours en juillet. Pour la période 1991-2020, la température moyenne annuelle observée sur la station météorologique la plus proche, située sur la commune de Rouvroy-en-Santerre à 7 km à vol d'oiseau, est de 10,8 °C et le cumul annuel moyen de précipitations est de 635,8 mm,. Pour l'avenir, les paramètres climatiques de la commune estimés pour 2050 selon différents scénarios d'émission de gaz à effet de serre sont consultables sur un site dédié publié par Météo-France en novembre 2022.

## Urbanisme

### Typologie
Au 1er janvier 2024, Villers-lès-Roye est catégorisée commune rurale à habitat dispersé, selon la nouvelle grille communale de densité à sept niveaux définie par l'Insee en 2022.
Elle est située hors unité urbaine. Par ailleurs la commune fait partie de l'aire d'attraction de Roye, dont elle est une commune de la couronne,. Cette aire, qui regroupe 35 communes, est catégorisée dans les aires de moins de 50 000 habitants,.

### Occupation des sols
L'occupation des sols de la commune, telle qu'elle ressort de la base de données européenne d'occupation biophysique des sols Corine Land Cover (CLC), est marquée par l'importance des territoires agricoles (89,3 % en 2018), une proportion sensiblement équivalente à celle de 1990 (89,8 %). La répartition détaillée en 2018 est la suivante :
terres arables (85,7 %), zones urbanisées (5,6 %), forêts (4,9 %), zones agricoles hétérogènes (3,6 %), zones industrielles ou commerciales et réseaux de communication (0,3 %). L'évolution de l'occupation des sols de la commune et de ses infrastructures peut être observée sur les différentes représentations cartographiques du territoire : la carte de Cassini (XVIIIe siècle), la carte d'état-major (1820-1866) et les cartes ou photos aériennes de l'IGN pour la période actuelle (1950 à aujourd'hui).

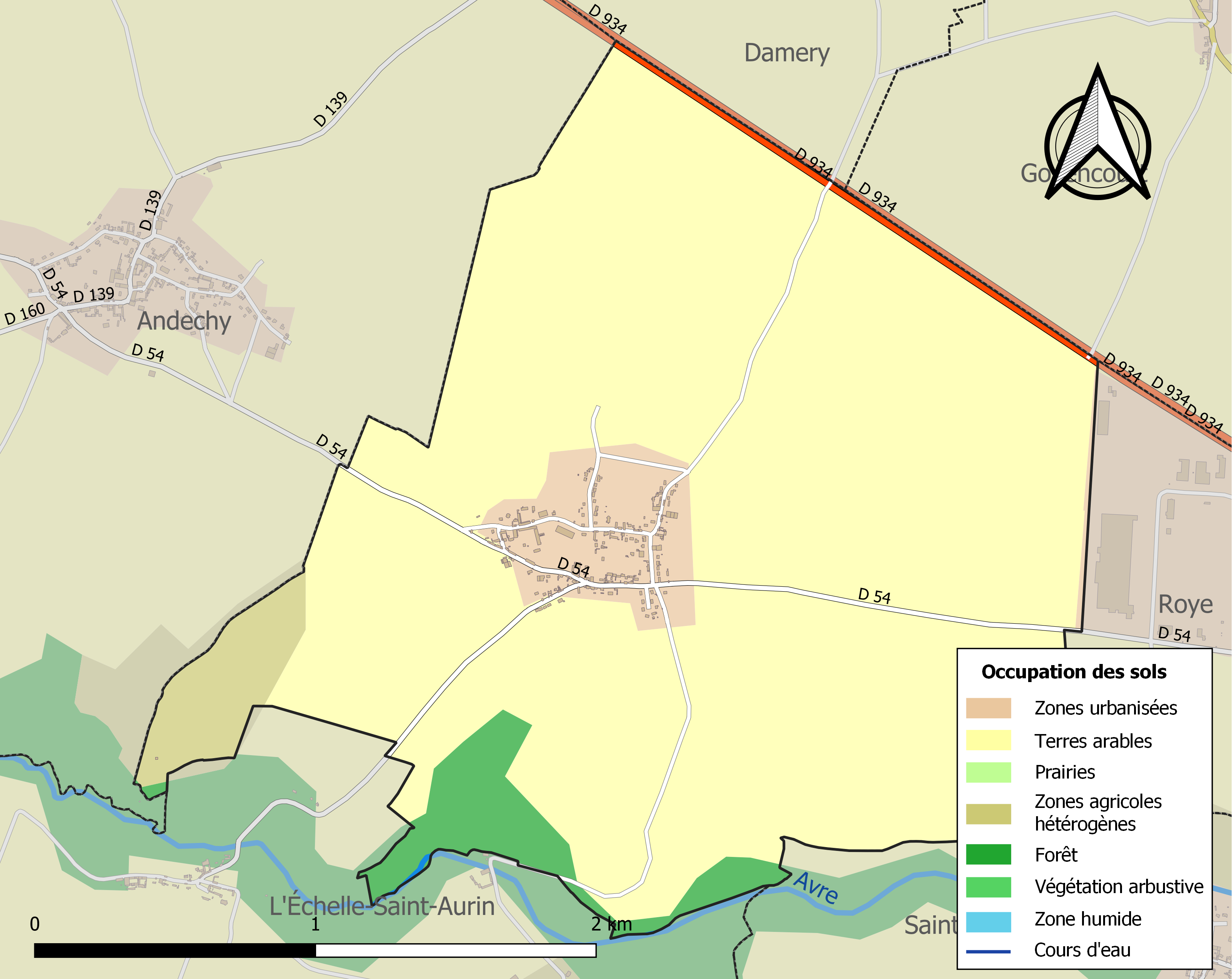
Carte des infrastructures et de l'occupation des sols de la commune en 2018 (CLC).

## Toponymie
Le nom de la localité est attesté sous les formes Villaris ad Royam ; Vilers juxta Royam (1201) ; Villaria (1243) ; Vilers (1243) ; Vileirs (1260) ; Vilers subtus Roye (1301) ; Villers (1522) ; Villiers (1567) ; Villiers sous Roye (1648) ; Villers-lez-Roye (1733) ; Villers-les-Roye (1757) ; Villars-les-Roye (1761) ; Villars-les-Roie (1787).
Formation toponymique médiévale en Villers-, appellatif toponymique issu du latin villare désignant une partie de la villa, c'est-à-dire « partie d'un domaine », donc « ferme ».
La préposition « lès » permet de signifier la proximité d'un lieu géographique par rapport à un autre lieu. En règle générale, il s'agit d'une localité qui tient à se situer par rapport à une ville voisine plus grande. La commune de Villers indique qu'elle se situe près de Roye.

## Histoire
Au lieudit Le Blamont, on a trouvé des vestiges évoquant une occupation romaine. Une ancienne voie romaine délimite le territoie communal.

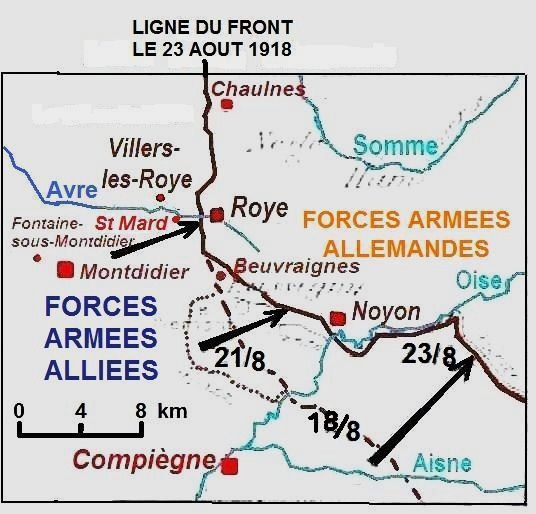
Carte de l'offensive des Cent-Jours, pendant la Première Guerre mondiale.

Jean de l'An, seigneur du village, décède en 1651 comme l'atteste une pierre tombale se trouvant dans l'église.
Le village fut dévasté lors du siège de Roye en 1653, puis, à nouveau détruit en 1918.
En 1918, la grande offensive des Alliés dite offensive des Cent-Jours, entre Amiens et Mons, commence le 8 août 1918. Huit jours après, le 16 août 1918, le 65e bataillon de chasseurs à pied (BCP) passe à l'attaque en direction de Roye et s'empare de Villers-lès-Roye. Le 65e BCP appartient à la 56e division d'infanterie commandée par le général Demetz.

## Politique et administration
| Période                                  | Période                   | Identité        | Étiquette | Qualité                                 |
| ---------------------------------------- | ------------------------- | --------------- | --------- | --------------------------------------- |
| Les données manquantes sont à compléter. |                           |                 |           |                                         |
| 1977                                     | 2008                      | Lucien Sené     |           | Agriculteur retraité                    |
| mars 2008                                | mai 2020                  | Maurice Lefèvre |           | Agriculteur et employé d'usine retraité |
| mai 2020                                 | En cours (au 4 juin 2020) | Bruno Caron     |           | Gérant d'entreprise                     |

## Démographie
L'évolution du nombre d'habitants est connue à travers les recensements de la population effectués dans la commune depuis 1793. Pour les communes de moins de 10 000 habitants, une enquête de recensement portant sur toute la population est réalisée tous les cinq ans, les populations de référence des années intermédiaires étant quant à elles estimées par interpolation ou extrapolation. Pour la commune, le premier recensement exhaustif entrant dans le cadre du nouveau dispositif a été réalisé en 2008.

En 2022, la commune comptait 281 habitants, en évolution de +1,44 % par rapport à 2016 (Somme : −1,26 %, France hors Mayotte : +2,11 %).
| 1793 | 1800 | 1806 | 1821 | 1831 | 1836 | 1841 | 1846 | 1851 |
| ---- | ---- | ---- | ---- | ---- | ---- | ---- | ---- | ---- |
| 285  | 296  | 291  | 296  | 298  | 295  | 274  | 263  | 266  |

| 1856 | 1861 | 1866 | 1872 | 1876 | 1881 | 1886 | 1891 | 1896 |
| ---- | ---- | ---- | ---- | ---- | ---- | ---- | ---- | ---- |
| 262  | 266  | 248  | 254  | 240  | 251  | 242  | 229  | 239  |

| 1901 | 1906 | 1911 | 1921 | 1926 | 1931 | 1936 | 1946 | 1954 |
| ---- | ---- | ---- | ---- | ---- | ---- | ---- | ---- | ---- |
| 245  | 260  | 246  | 132  | 181  | 164  | 173  | 186  | 190  |

| 1962 | 1968 | 1975 | 1982 | 1990 | 1999 | 2006 | 2008 | 2013 |
| ---- | ---- | ---- | ---- | ---- | ---- | ---- | ---- | ---- |
| 161  | 162  | 128  | 183  | 187  | 203  | 219  | 223  | 266  |

| 2018 | 2022 | - | - | - | - | - | - | - |
| ---- | ---- | - | - | - | - | - | - | - |
| 272  | 281  | - | - | - | - | - | - | - |

### Enseignement
En 1898, le village compte deux écoles dont une congréganiste, destinée aux filles du village.
Le bâtiment qui a servi d'école date de 1833.

## Culture locale et patrimoine

### Lieux et monuments
- Église contemporaine Saint-Rémi.

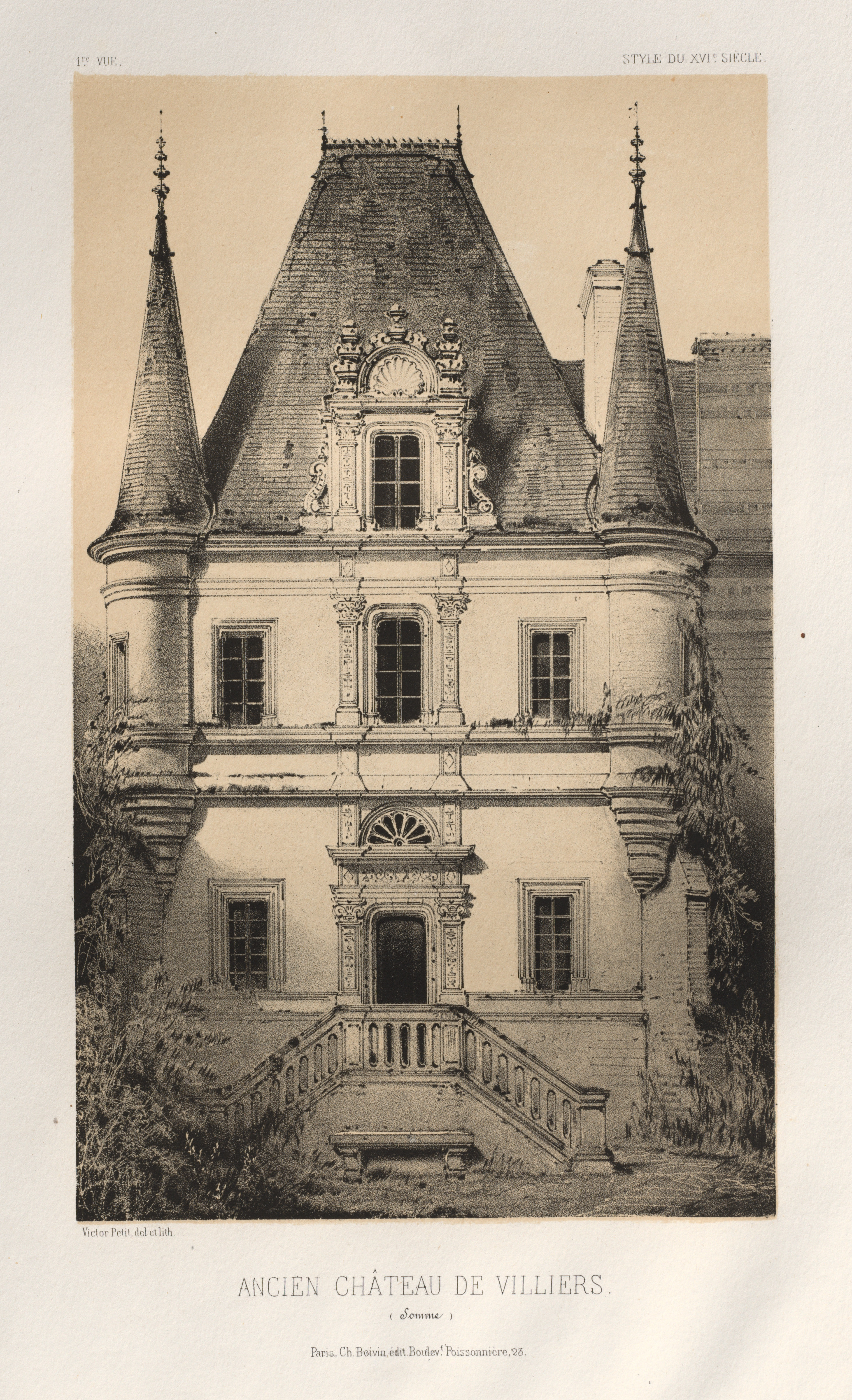
L'ancien château.

### Personnalités liées à la commune
- César Ernest Payan (1879-1919), maire d'Entraunes décédé dans la commune.